# ヘンリー・チャドウィック

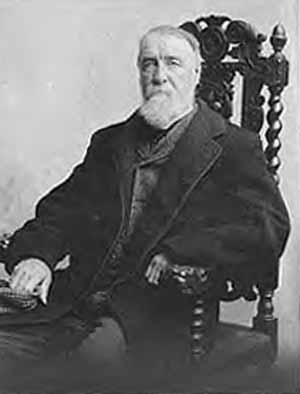
ヘンリー・チャドウィック

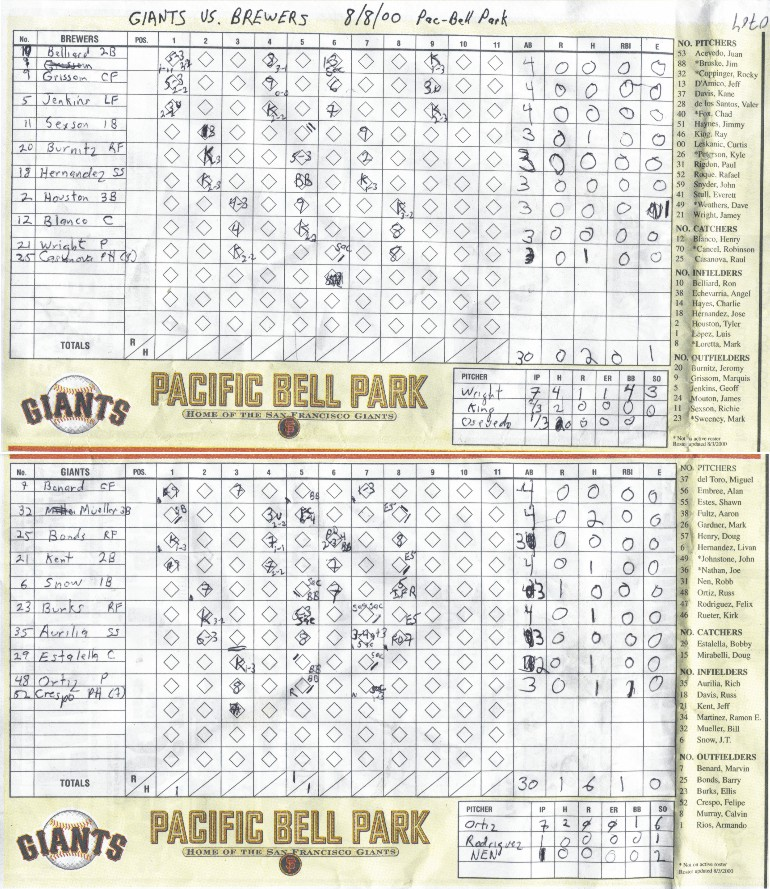
野球のスコアカード

ヘンリー・チャドウィック（Henry Chadwick、1824年10月5日 - 1908年4月20日）は、19世紀のアメリカ合衆国の歴史家、スポーツライター。イングランド南西部のデヴォン(州)にあるエクセターで生まれた。野球の試合の記録方法や、選手の成績の統計手法を考案し、しばしば『野球の父』とよばれる。

## 経歴・人物
兄はイギリスで公衆衛生の改善を訴えた社会改革者のエドウィン・チャドウィック。チャドウィックは1844年からブルックリンのロングアイランド・スター誌にスポーツの記事を書き始め、また並行してニューヨーク・タイムズ誌のクリケットの記者も務めていた。記者時代に、ゲームの記録方式として、クリケットのスコアカードを元にした野球用の『ボックススコア』を考案し、また選手の成績の指標として、打者の『打率』及び投手の『防御率』の計算方法を考案したとされる。
1850年代にチャドウィックは野球規則委員会の委員を務め、1858年に完成した初期の公式野球ルールの編纂に尽力した。これらを元に、1860年頃には公に出版された最初の野球の年次ガイドである"The Beadle Baseball Player"を編集、数年にわたって出版する。ワシントンD.C.のナショナル・ベースボール・クラブが1867年に行った国内の巡業と、1874年のイギリスへの遠征の際には記者兼公式スコアラーとして同行している。
ナショナルリーグが創設されて間もない1880年代の初めには、友人でもあったアルバート・スポルディングが監修していたナショナルリーグの公式ガイドの編集を行っていた。スポルディングとは親友だったが、1907年にスポルディングが主催する『野球起源調査委員会』（ミルズ委員会）が発表したアメリカにおける野球の起源（いわゆる『ダブルデイ説』）については、否定的に見ていた一人でもある。
1908年にブルックリンにて死去。1938年に発展貢献者としてアメリカ野球殿堂入りしている。